# David Bee
David Bee (eigentlich Ernest Jean Craps; * 1903 in Brüssel; † 1992) war ein belgischer Jazzmusiker (Saxophon, Klarinette, Harfe, Piano), Arrangeur, Komponist und Bandleader.

## Leben und Wirken
Bee spielte zunächst bei Arthur Briggs, Ende der 1920er-Jahre in Paris mit seiner Band The Red Beans, mit der erste Aufnahmen entstanden, die jedoch unveröffentlicht blieben (I Wonder Why You Made Me Cry, Sonny Boy). 1930 arbeitete er in New York als Arrangeur für Luis Russell (Muiggin’ Lightly); nach seiner Rückkehr nach Europa war er in Mailand Holzbläser und Arrangeur im Orchestra Jazz Columbia, mit dem Aufnahmen für Columbia entstanden. 1932 spielte er in Brüssel in der Formation Radiolians unter Leitung von Gus Deloof, mit Fud Candrix als Arrangeur. Mitte der 30er-Jahre reiste er erneut in die USA, wo es zu Begegnungen mit Stuff Smith und Benny Goodman kam. Nach seiner Rückkehr arbeitete er zunächst in Paris, Cannes und Le Touquet als Arrangeur in den Orchestern von Jerry Mengo, willie Lewis, Benny Carter und Serge Glykson. Mit Félix Faecq, Jack Kluger, Robert Goffin und Peter Packay war David Bee Mitbegründer des Jazz Club of Belgium.
In der zweiten Hälfte des Jahrzehnts wirkte er bei Aufnahmen von Robert De Kers, Jo Boullon, Billy Colson und Serge Glykson mit, in den frühen 40ern bei Gus Deloof, Chas Dolne, Eddie Tower, Robert Bosmans, Bobby Naret und Gene Dersin; ferner spielte er mit Jean Omer und Robert De Kers. Mit Chas Dolne gründete er die Formation Le Swingtet[te], in der er Harfe spielte (St. Louis Blues), ferner arbeitete er mit Django Reinhardt und Tino Rossi. Nach Kriegsende spielte er erneut bei Deloof, im Bereich der klassischen Musik mit Jean Delhez (1949).
In den 1950er-Jahren leitete Bee eigene Bands; zu seinen Musikern gehörten Philippe Brun, Benny Vasseur, Michel Ramos, Léo Petit, Lucien Simoën und Jerry Mengo. 1956 legte er das Album Belgian Jazz (Bally) vor; 1958/59 folgten die LPs Dancing at the Brussels Fair (Coral), Chansons à ne pas chanter (Philips), Dancing Through the U.S.A., Dancing Through Paris und Let’s Dance (Pye Golden Guinea Records). In dieser Zeit schrieb er Songs mit seiner Frau, der Sängerin Claude Alix; mit ihrem Song Le plus beau jour de ma vie vertrat Mony Marc Belgien beim ersten Eurovision Song Contest 1956.  Seine Kompositionen, wie Vladivostok (Vent d’Est), Charleston Daisy, Pamplona, Baby Lou oder Rendezvous in Lausanne, wurden auch von Ted Lewis, Earl Hines, Luis Russell (High Tension), Arthur Briggs und Louis Armstrong eingespielt. Mitte der 1960er-Jahre leitete er die Dixieland-Band Brother Powell and His Dixie Rag-a-Jazz Band, der Herman Sandy, Janot Morales, Jules Van Dijck (Trompeten), Albert Brinkhuizen (Posaune), Jose Paessens (reeds), Guy Dossche (Saxophone), Ivon De Bie (Piano), Frank Sanders (Banjo), Paul Dubois (Bass) und Jos Aerts (Schlagzeug) angehörten. Im Bereich des Jazz war er zwischen 1928 und 1968 an 72 Aufnahmesessions beteiligt.